# Гірнича промисловість Мексики
Гірнича промисловість Мексики.

## Загальна характеристика
У кінці XX ст. Мексика займала одне з провідних місць у світі з видобутку срібла, флюориту, графіту, руд бісмуту, стибію, ртуті, арсену, сірки, свинцю, цинку, кадмію і інш (табл. 1). У загальній вартості продукції гірничодобувної промисловості 75 % припадає на рудні корисні копалини і 25 % — на нерудні. В Гірничій палаті Мексики зареєстровано близько 220 гірничодобувних компаній. Провідне місце — за компаніями-холдингами, найбільші з яких «Industrias Penoles», «Industrial Minera Mexico», група «Frisco», «Industrias Luismin», «Lacana Mines Ressourses», «Avino Mines Ressourses», «Placer Development», «Anaconda» та ін. Шахти і нафтові поля Мексики, які колись належали головним чином корпораціям США, тепер в основному націоналізовані. Гірничодоб. пром-сть М. в осн. забезпечує потреби країни в мінеральній сировині і на початку XXI ст. в цілому має позитивну динаміку. Експорт мінеральної сировини — г.ч. в США, Канаду, Японію, країни ЄС. У грошовому вимірі експорт мінеральних продуктів Мексики в 2001 склав US$1.97 млрд, імпорт — US$1.58 млрд, позитивний баланс на мінеральних продуктах — US$389 млн.
Таблиця 1. — Видобуток основних видів мінеральної сировини в Мексиці, т
| Мінеральна сировина     | 2000      | 2001      | 2001/2000 в % |
| Дорогоцінні метали      |           |           |               |
| Золото, кг              | 24 479    | 24 902    | 1,7           |
| Срібло, кг              | 2 482 809 | 2 824 219 | 13,8          |
| Базові метали           |           |           |               |
| Стибій                  | 108       | 93        | -13,9         |
| Арсен                   | 2 468     | 2 381     | -3,5          |
| Бісмут                  | 1 080     | 1 391     | 28,8          |
| Кадмій                  | 1 310     | 1 436     | 9,6           |
| Мідь                    | 376 504   | 343 446   | -8,8          |
| Свинець                 | 121 540   | 146 832   | 20,8          |
| Молібден                | 6 725     | 5 478     | -18,5         |
| Олово                   | 2         | 7         | 250,0         |
| Вольфрам                | 0         | 0         | 0,0           |
| Цинк                    | 391 025   | 402 328   | 2,9           |
| Вугілля та чорні метали |           |           |               |
| Вугілля                 | 7 369 465 | 7 194 223 | -2,4          |
| Кокс                    | 2 241 343 | 2 081 525 | -7,1          |
| Залізо                  | 6 794 777 | 5 539 944 | -18,5         |
| Марганець               | 157 547   | 104 298   | -33,8         |
| Індустріальні мінерали  |           |           |               |
| Барит                   | 155 679   | 134 179   | -13,8         |
| Целестин                | 148 336   | 138 121   | -6,9          |
| Доломіт                 | 386 110   | 231 050   | -40,2         |
| Польовий шпат           | 267 819   | 364 459   | 36,1          |
| Флюорит                 | 543 579   | 629 637   | 15,7          |
| Графіт                  | 34 915    | 28 989    | -17,0         |
| Гіпс                    | 3 581 221 | 2 848 269 | -20,5         |
| Каолін                  | 21 069    | 6 871     | -67,4         |
| Фосфати                 | 981 196   | 1 025 134 | 4,5           |
| Сіль                    | 7 380 000 | 8 953 521 | 21,3          |
| Кремній                 | 1 795 558 | 1 696 716 | -5,5          |
| Сірка                   | 851 427   | 878 177   | 3,1           |
| Воластоніт              | 36 109    | 28 941    | -19,9         |

В М. виділяються три головних гірничодобувних райони. На півночі Нижня Каліфорнія і штати Сонора, Сіналоа, Чіуауа, Коауїла, Нуево-Леон, Дуранго і Сакатекас багаті сріблом, міддю, вугіллям, золотом, залізняком, цинком, свинцем, молібденом, баритом, плавиковим шпатом, ураном і вольфрамом. На узбережжі Мексиканської затоки, штати Веракрус, Табаско і Кампече видобувають сірку, алюміній і марганець. Значна кількість золота, марганцю, плавикового шпату, свинцю і цинку країни добувається в західно-центральних штатах Халіско, Ґерреро, Аґуаскальєнтес, Ґуанахуато, Ідальго і Сан-Луїс-Потосі. У 1997 було вироблено 170 тис. т свинцю, 360 тис. т міді і 2,3 млн т сірки, а також велика кількість золота, молібдену, вольфраму, олова, бісмуту, урану, бариту і високоякісного коксівного вугілля.

## Окремі галузі
Нафта. Пром. видобуток нафти в М. почалася з 1904 (р-н Ебано) англ. і амер. нафт. компаніями. У різні роки XX ст. М. займала провідні місця у світі за запасами нафти та нафтовидобутку. В кінці XX ст. Мексика є четвертим за обсягом видобутку у світі виробником сирої нафти і займає п'яте місце за розвіданими запасами вуглеводнів — 60,16 млрд барелів нафти. 1967 року відкрито нафтове родовище Аренке. У 1990-х роках в країні діяло близько 3600 свердловин. Середній дебіт свердловин в районі Реформа 685 т/добу, в затоці Кампече 4,1 тис. т/добу, в Поса-Ріка 15,2 т/добу. Осн. частина свердловин в районі Реформа має глиб. до 4500-6000 м, в зат. Кампече — 3500 м. Для підтримки пластового тиску використовується закачування води, попутних газів та пари в пласт. У болотистій місцевості штатів Чіапас і Табаско буріння ведеться з барж. На мор. промислах при глиб. до 100 м використовують мекс. стаціонарні платформи типу «Jacquet» та занурені платформи зі США. Транспортування нафти, нафтопродуктів і газу здійснюється трубопроводами (78 %), річковим і морським (11 %), автомобільним і залізничним транспортом (11 %). М. експортує бл. половини нафти, що добувається.
Природний газ. Видобуток газу в М. сформувався в галузь економіки в кін. 1970-х рр. Добувається г.ч. попутний нафт. газ в осн. нафтодобувних районах (Реформа і Кампече). В шт. Коауїла розташовані газові промисли. Середньодобова продуктивність газової свердловини бл. 210—215 м.
Видобуток газу у 2002 р становить близько 124.5 млн м³/добу і до 2006 р. зросте до 192.4 млн м³/добу, а до 2010 р. — до 254.7 млн м³/добу. Зростання видобутку передбачається завдяки здійсненню 22 проектів стратегічної газової програми країни. На ці цілі в період 2001—2009 рр. буде затрачено 8.1 млрд дол. Газові потреби Мексики — 127.35 млн м³/добу (2003) до 2010 р. можуть вирости більш ніж вдвічі, враховуючи, що в країні розширюється вироблення електроенергії на базі природного газу [Petroleum Economist, 2003. V.70].
Вугілля. Видобуток кам. вугілля здійснюють у невеликих обсягах (бас. Сабінас, родов. Ріо-Ескондідо). Найбільші виробники країни — фірми Minera Carbonifera Rio Escondido (Micare) і Minerales Monclova (Мімоза), обидві — дочірні структури мексиканського стального виробника Grupo Acerero del Norte.
Залізо. Пром. видобуток зал. руди почато в кін. 1940-х рр. Райони розробки (понад 35 родов.) знаходяться в шт. Дуранго, Коліма, Мічоакан, Халіско, Чіуауа. Видобуток ведеться г.ч. відкритим способом. На кар'єрах застосовується трансп. система розробки. Осн. обладнання — екскаватори, автосамоскиди. Провідні підприємства — ГЗК «Ла-Перла», Г-М.К «Ласаро-Карденас — Лас-Тручас», металург. завод в Ласаро-Карденасі, ГЗК «Ель-Енсіно», ГЗК «Пенья-Колорада». На початку XXI ст. провідний продуцент заліза і сталі — Mineral del Norte (Minosa). Для збагачення застосовують магнітну сепарацію, флотацію і інш. Продовжується пошук і розвідка нових родов. зал. руд.
Марганець. Розробка покладів марганцевої руди в М. почата в 1918. З поч. 1960-х рр. розробляється родов. Моланго (шт. Ідальго), де зосереджені все діючі в країні марганцеві рудники (бл. 20). Видобуток ведеться відкритим і підземним способами. Осн. підприємства на початку XXI ст. належать компанії «Compania Minera de Autlan S.А.» — кар'єри «Тетсінгла», «Наопе» і ш. «Ноноалко».
Бісмут. Видобуток бісмутових руд ведеться в м. Пінос (шт. Сакатекас) шахтним способом. Збагачують руду флотацією. Концентрат експортується в США, Велику Британію, Бельгію, Люксембурґ, Швейцарію. Оскільки на початку XXI ст. споживання бісмуту в Мексиці є на рівні 50 т/рік, залишок експортується, перш за все до США і Бельгії.
Стибій. Основний продуцент стибію в М. — компанія «Minera y Refinadora Mexicana». Рудники знаходяться в районі Каторце (Catorce), штат Сан Луїс Потосі (San Luis Potosi). Сурма також виробляється в регіоні Tejocotes Oaxaca, ресурси цього металу відомі в штатах Пуебла, Сонора, Закатекас (Puebla, Sonora, і Zacatecas).
Золото. Видобуток золотоносних руд ведеться в шт. Сонора, Дуранго, Гуанахуато. В країні на видобуток золота орієнтовано бл. 70 підприємств. Загалом в галузі на початку XXI ст. спостерігається певний дефіцит нових золотодобувних проектів, старі ж, закінчуються.
У 2002 р в Мексиці почав роботу новий рудник на золоторудному родов. Маджістрел (Magistral), компанії Queenstake Resources Ltd. При виході на повну потужність планується отримання 1.25 т золота на рік. Рудник забезпечений рудою на 8 неповних років. За підрахунками компанії Midwest Mining, запаси руди і золота категорій proven+probable становлять: 6.98 млн т руди із вмістом Au 2.07 г/т і запаси золота — 14.5 т [Mining Journal. 2002. V.339, № 8703].
Компанії Francisco Gold Corp. і Glamis Gold Ltd. в партнерстві з AMEC Е&З Services почали розробку ТЕО будівництва підприємства на золоторудному родовищі Ель-Саузел (El Sauzal). Мінерально-сировинною базою рудника служать розвідані на родовищі підтверджені запаси окисненої руди в гірському відведенні кар'єру в кількості 18,5 млн т із вмістом золота 3.37 г/т і запаси золота — 62.3 т. Планується, що на руднику будуть щорічно добувати до 5.4 т золота протягом 11 років [Mining Journal. 2002. V.338, № 8690].
Компанії Cambior і Metallica Resources розвивають видобуток Au і Ag (підприємство Cerro San Pedro з запасами руди 64 млн т, сер. вміст Au 0,62 і Ag 24,5 г/т або 40,4 т Au і 1560 т Ag).
Канадська компанія Wheaton River Minerals Ltd. з 2003 р. готує до експлуатації золоторудні родовища Лос-Філос (Los Filos) і Ель-Лимон (El Limon), розташовані в мексиканському штаті Герреро. Початок експлуатації Лос-Філос заплановано в 2006 р., щорічний видобуток складе понад 700 тис. унцій (21.8 т) золота по собівартості менше 140 дол. за унцію. На 2003 р. компанія щорічно добуває 400 тис. унцій (12.4 т) золота і 6 млн унцій (186.6 т) срібла [InfoMine].
Мідь. За оцінкою Геологічної служби США в 2000 р. (в дужках дані за 1999 р.) в Мексиці видобуто 390 (381) тис. т Cu в руді (10-е місце після Чилі, США, Індонезії, Австралії, Канади, Перу, Росії, КНР та Польщі), у світі — 13,082(12,6) млн т. Найбільші виробники міді в країні на кінець XX ст. — нац. фірми «Compania Minera de Cananea S. À», «Compania Mexicana de Cobre», «Frisco», «Industrial minera Mexico», «Industries Penoles», на початку XXI ст. — «Cananea» і «La Caridad», які є частиною «Grupo México». Мідь добувають г.ч. з поліметалічних руд, в яких є також свинець, цинк, вольфрам, молібден, золото і срібло. Осн. райони видобутку (г.ч. кар'єрами) — штати Сонора і Сакатекас, освоюються родов. мідних руд на п-ові Нижня Каліфорнія. Система розробки — транспортна. Виїмка руди буропідривним способом. Збагачують руду флотацією. За даними International Copper Study Group (ICSG) в Мексиці в найближчі роки стане до ладу новий мідний рудник Санто-Томас.
Молібден. Більшість молібдену Мексики видобувається як побічний продукт виробництва міді на підприємствах компанії La Caridad copper, рудник знаходиться в пров. Сонора (Sonora), молібденові концентрати експортуються до США, Великої Британії, Нідерландів та Німеччини.
Ртуть. Видобуток ртутних руд в М. почався ще в період іспанського колоніального панування. В кінці XX ст. найбільші виробники: «Mercurio de Bordo S.А.», «Mercurio Mexicano S.А.» і «Dilfino Salazar». Інші компанії діють в шт. Керетаро, Чіуауа і Коауїла (понад 20 підприємств). Осн. район видобутку — шт. Сакатекас. Ртуть експортується в країни Лат. Америки, США, Нідерланди.
Свинець і цинк. Мексика — один з найбільших світових виробників свинцю і цинку. Найбільші райони свинцево-цинкового виробництва — штати Чіуауа (60 %) і Сакатекас (15 %). В кінці XX ст. осн. виробники — компанії «Zinc de Mexico», «Minera La Negra у Anexas S. А.», «Industrial Minera Mexico», «Metalurgica Mexicana Penoles», «Minera Metalurgica Mexicana». На початку XXI ст. найбільші виробники — «Charcas», в штаті Сан Луїс Потосі (63 860 т в 2001), рудник «San Martin» в Сакатекас (52 178 т). У країні нараховується бл. 90 підприємств, орієнтованих на отримання свинцевого і цинкового концентратів. М. експортує концентрати в США, Японію та ін.
Срібло. У видобутку срібних руд М. в останні десятиліття займає провідне місце у світі (2536 т в 1996). Осн. компанії, зайняті розробкою покладів цього к.к. в кінці XX ст. — «Minera San-Francisco de Oro», «Minera Real de Angeles». Усього діє 88 підприємств, орієнтованих на виробн. срібного концентрату. Бл. 50 % срібла надходить із свинцево-цинкових родов., 20 % — із залізорудних, 16 % — з родов. золота, інші 14 % — з власне срібних. Осн. район видобутку — шт. Чіуауа, Сакатекас (найбільший у світі кар'єр «Реаль-де-Анхелес» проектною потужністю по видобутку срібла 220 т на рік) та Гуанахуато. Бл. 50 % срібла, що добувається експортується в США, Японію, ФРН, Бельгію, Нідерланди, Люксембурґ, Францію, Велику Британію і Швейцарію.
У Мексиці понад 50 % срібла добувається з поліметалічних родовищ Ла-Сієнега, Ла-Негра, Тісапа та інш., що містять до 35 % загальних запасів країни. Загальні запаси срібла в цих родовищах коливаються від 300 до 1000 т при вмісті його в рудах 120—300 г/т. Родовища срібних руд Пачука, Лас-Торрес, Фреснільо, Реаль-де-Анхелес, в яких зосереджено 60 % загальних запасів країни, дають до 44 % видобутку срібла Мексики. Запаси срібла цих родовищ становлять 1,5–8 тис. т, вміст його в рудах — 300—600 г/т. При існуючому рівні видобутку забезпеченість загальними запасами становить 23 рік.
Гірничо-хімічна сировина. Ведеться розробка покладів природної сірки, кам. солі, сульфату натрію, фосфатної сировини. За випуском сірки М. в кінці XX ст. займала 2-ге місце у світі (після США). Це забезпечували фірми «Azufrera Panamericana S.А.» («APSA») і «Compania Exloradora del Tstmo S.А.» («CEDI»). Осн. район розробки — сірчані поклади Ялтіпан, шт. Веракрус. Соляний купол із запасами сірки бл. 35 млн т розташований біля м. Мінатітлан. З 1971 сірку добувають на ш. «Теуантепек» в півд-сх. частині М. У шт. Сан-Луїс-Потосі експлуатується родов. вулканічної сірки Гуаскаман. На шахтах застосовують в осн. камерно-стовпову систему і систему розробки із закладенням. Велика частина продукції (бл. 60 %) йде на експорт. Осн. імпортери — США, Велика Британія, Іспанія, Бразилія, Швейцарія.
За видобутком кам. солі М. входить до перших 10 країн світу. Її частка в загальному виробництві становила наприкінці XX ст. бл. 5 %. Найбільший виробник солі в М. — фірма «Exportadora de sal S.А.» («ESSA»), яка видобуває її методом сонячного випаровування в лагуні Герреро-Негро (Guerrero Negro Complex, шт. Ниж. Каліфорнія). Площа концентрації солі 20 тис. га, площа кристалізації 3,2 тис. га. Близько 10 % загального обсягу солі, що добувається отримують як побічний продукт при виробництві сірки методом Фраша, а також з випарників невеликих підприємств фірм «Grupo Gudsa» і «Grupo Roche», які діють на узбережжі Тихого ок. Продукція експортується в Японію, США і країни Лат. Америки.
За видобутком природного сульфату натрію М. входить до 5-ти перших країн світу. Виробник продукту в М. — фірма «Quimica del Rey», яка отримує його з розсолів лагуни Дель-Рей, розташованої в шт. Коауїла. Частина продукції (бл. 30 %) експортується в країни Лат. Америки.
Розробка родов. фосфатної сировини ведеться в шт. Ниж. Каліфорнія. У 1990-х роках осн. виробництво зосереджене на підприємствах фірми «Roca Fosforica Mexicana S.А. de CV» («Rofomex»): шахта «Сан-Хуан-де-ла-Коста» і на кар'єрі «Санто-Домінго».
Видобуток індустріальної сировини включає розробку покладів бариту, графіту, арсену, тальку, флюориту. За випуском бариту М. входить в першу 10-ку країн світу (бл. 5 % світового видобутку). Розробляються родов. в шт. Нуево-Леон, Мічоакан, Пуебла, Коліма, Коауїла, Нуево-Леон, Тамауліпас, Дуранго. Видобуток на цих родов. ведеться більш ніж 240 підприємствами. Бл. 50 % бариту експортується, г.ч. у США.
Осн. район розробки родов. графіту в кінці XX ст. — шт. Сонора, де працює шахта «Лурдес» (30 тис. т графіту на рік). Вміст вуглецю в руді 85 %. З 1980 видобувають кристалічний графіт на шахті в Телікстлауака (шт. Оахака). Проектна потужність шахти 3500 т/рік графіту із вмістом вуглецю бл. 95,5 %.
На початку XXI ст. фактично все виробництво графіту країни сконцентровано біля міста Гермосілло (Hermosillo) всередині штату Сонора. Головний виробник Мексики — компанія Grafitos Mexicanos, який забезпечує 45 % видобутку країни.
Осн. джерело отримання білого арсену в М. — поліметалічні руди. За його випуском М. займає одне з провідних місць у світі. Основний виробник арсену в країні в кінці XX ст. — фірма «Industrial Minera Mexico S.А.» («IMM»). Понад 50 % продукту експортується в США і країни Лат. Америки.
Обсяг видобутку тальку порівняно невеликий. Осн. виробник — фірма «Sierra Talc de Mexico», філіал фірми «Cyprus Mines» (США). Частина тальку імпортується, переважно зі США.
М. — другий (після Китаю) провідний світовий виробник флюориту (10,2 % світового видобутку, 480 тис. т в 1997). Розробляють родов. високоякісного флюориту в шт. Коауїла, Сан-Луїс-Потосі, Чіуауа, Гуанахуато, Дуранго. Видобуток руди здійснюється переважно підземним способом. Осн. підприємства розташовані в мм. Сан-Луїс-Потосі, Сьюдад-Фернандес, Аламос-де-Мартінес, Сан-Франсіско-дель-Оро, Ідальго-дель-Парраль, Мускіс, Бокільяс. Осн. частина флюориту йде на експорт у США, Канаду, країни Зах. Європи і інш. Забезпеченість країни загальними і підтвердженими запасами флюориту при рівні виробництва 1997 р. становить, відповідно (років) — 72 і 56.
Інші корисні копалини. Стронцій добувають на родов. Окампо, Сьєрра-де-Пайла і інш. в шт. Коауїла і родов. Сьєрра-де-Карбонера в шт. Нуево-Леон. Розробляють азбестове родов. Ель-Новільо в шт. Тамауліпас. У шт. Сонора в осн. підземним способом (на глиб. до 300 м) добувають граніт. В шт. Керетаро видобувають опал (кар'єри поблизу Есперанса і в районі Сан-Хуан-дель-Ріо).

## Гірниче машинобудування
У М. виготовляють різні види нафт. обладнання, в тому числі бурові установки, компресори, бурові долота, труби нафт. сортаменту, арматуру, стаціонарні бурові і експлуатац. мор. платформи, труби великого діаметра.

## Організація гірничо-геологічної служби. Друк. Підготовка кадрів.
У складі Міністерства (Секретаріату) нац. надбань і промислового розвитку діє Гол. управління гірничодоб. промисловості, яке проводить загальну політику в галузі. Всі гірничодоб. підприємства країни об'єднує Гірнича палата (громадська організація), що займається вивченням кон'юнктури ринків осн. мінералів, пошуком нових ринків збуту, надає консультації. У країні також діє Комісія з розвитку гірничодоб. промисловості, яка фінансує і технічно сприяє дрібним і середнім фірмам, управляє компаніями з видобутку фосфатів, сірки, кам. солі і інш. Для надання фінансового і техн. сприяння дрібним і середнім компаніям була створена Комісія по неметалічних мінералах, яка займається координацією видобутку неметалічної сировини (флюориту, сірки, фосфатів, бариту і інш.). Геол. службу М. представляє Рада по мінеральних ресурсах, що має своїх фахівців на всіх великих гірничодоб. підприємствах країни. Рада проводить геологорозвідувальні роботи за замовленнями фірм. Осн. видання гірничо-геол. профілю М.: статистичний бюлетень Гол. управління гірничодоб. промисловості; «Anuario estadistico de la minena mexicana» (з 1969) щорічний статистичний збірник Ради по мінеральних ресурсах; звіти Гірн. палати. Підготовку кадрів, наук.-досл. і проектні роботи в нафт. і газовій промисловості здійснює Мекс. інститут нафти (засн. в 1965).